# Општина Николаје Титулеску (Олт)
Николаје Титулеску (рум. Nicolae Titulescu) општина је у Румунији у округу Олт.
Oпштина се налази на надморској висини од 137 m.